# Коуэн, Эндрю (автогонщик)
Эндрю Коуэн (англ. Andrew Cowan, 13 декабря 1936 — 15 октября 2019) — шотландский автогонщик, а также основатель и старший директор гоночной команды Mitsubishi Ralliart до выхода на пенсию 30 ноября 2005 года. Именно под его руководством были достигнуты главные успехи марки Mitsubishi в чемпионате мира по ралли (единственная победа в зачёте марок и 4 чемпионских титула в личном зачёте), одержано 7 побед в ралли-рейде Париж — Дакар.
Чемпион Шотландии по ралли 1976 года.

## Карьера
Коуэн родился в маленьком городе Дунс в Шотландии. Там он познакомился и подружился на долгие годы с будущим чемпионом мира по автогонкам в классе Формула-1 Джимом Кларком, они были молодыми фермерами. По словам Коуэна, их образ жизни стал хорошим подспорьем в будущей гоночной карьере: «У каждого из нас был автомобиль. И каждый день мы ездили по полям, по бездорожью и по извилистым дорогам, которыми богаты окрестности Дунса. Общественного движения по дорогам не было, и мы гоняли, гоняли целыми днями. И в этом наше преимущество, у наших конкурентов в жизни такого не было». Они вместе вступили в местный автоклуб в конце 1950-х. Кларк сделал выбор в пользу гонок с открытыми колесами. Коуэн пошёл по пути раллийного гонщика. Он принял участие в 1960 году в Ралли Великобритании. С тех пор Эндрю начал стабильно выступать в Британских раллийных гонках, к нему стал приходить успех. После того как отец подарил ему новый автомобиль Sunbeam Rapier, Коуэн выиграл дважды подряд Шотландском ралли в 1962 и 1963 годах. А уже в 1968 он победил в крупном ралли-марафоне «Лондон — Сидней» за рулём Hillman Hunter.
Дальнейшие его успехи привели к тому, что в 1972 году Эндрю подписал контракт с Mitsubishi Motors на выступления в качестве заводского гонщика. Один из плодов этого сотрудничества — пять подряд побед в австралийском Southern Cross Rally (1972—1976), выигрыш в Ралли Кот-д’Ивуара 1977 (этапе кубка мира для ралли-пилотов). Хотя параллельно Коуэн стартовал и на машинах других марок, в том числе заводских. Например, в марафоне «Лондон — Сидней» 1977 года ему удалось победить за рулём Mercedes-Benz 280 E, а в 20000-мильном южноамериканском ралли-марафоне Vuelta a la America del Sud на Mercedes-Benz 450 SLC. Шотландец традиционно хорошо выступал на кенийском этапе чемпионата мира по ралли, где попадал в первую четверку четыре раза за пять лет (1975—1977, 1979), выступая как на Mitsubishi, так и на Mercedes-Benz. Также он принимал участие в ралли-рейде Париж — Дакар, где его лучшими результатами стали третье место в 1984 году и второе место в 1985 году за рулём спортпрототипа Mitsubishi Pajero, построенного в стенах руководимой им команды. Коуэн закончил активную карьеру пилота в 1990 году, хотя в отдельных гонках выходил на старт и позже, как например в Eifel Rallye Festival 2015.
В 1983 году Mitsubishi Motors пригласила Эндрю работать в Европейскую спортивную базу своей команды — он основал команду Andrew Cowen Motorsports (ACMS). Постепенно развиваясь она трансформировалась впоследствии в Mitsubishi Ralliart. Наибольшие успехи этого коллектива, в период, когда её возглавлял Коуэн — это четыре подряд титула чемпиона мира по ралли Томми Мякинена на Mitsubishi Lancer Evolution (1996—1999), а также победа Mitsubishi в Кубке производителей 1998 года (оба достижения являются единственными в истории для Mitsubishi в WRC).
После не очень удачного сезона 2002, в 2003 году Mitsubishi Motors переименовали команду в Mitsubishi Motorsport и взяли управление в свои руки (после чего на машинах этой японской марки не было завоёвано ни одной победы в мировом первенстве, даже на отдельном этапе), Коуэн остался в должности спортивного советника на ближайшие два года. Затем он вышел на пенсию в возрасте 69 лет.

## Победы в международных ралли
| Год  | Ралли              | Автомобиль             |
| ---- | ------------------ | ---------------------- |
| 1962 | Шотландское Ралли  | Sunbeam Rapier         |
| 1963 | Шотландское Ралли  | Sunbeam Rapier         |
| 1977 | Ралли Кот-д'Ивуара | Mitsubishi Colt Lancer |

### Чемпионат мира по ралли (очковые финиши)
| Год  | Ралли              | Штурман        | Автомобиль                 | Место |
| ---- | ------------------ | -------------- | -------------------------- | ----- |
| 1975 | Ралли Сафари       | Джон Митчелл   | Mitsubishi Colt Lancer     | 4     |
| 1976 | Ралли Сафари       | Джонстон Сайер | Mitsubishi Lancer 1600 GSR | 3     |
| 1977 | Ралли Сафари       | Пол Уайт       | Mitsubishi Colt Lancer     | 4     |
| 1979 | Ралли Сафари       | Джонстон Сайер | Mercedes-Benz 280E         | 4     |
| 1979 | Ралли Кот-д'Ивуара | Клаус Кайзер   | Mercedes-Benz 450 SLC      | 3     |
| 1980 | Ралли Сафари       | Клаус Кайзер   | Mercedes-Benz 450 SLC      | 6     |

### Ралли Дакар
| Год  | Класс      | Марка      | Штурман        | Место |
| ---- | ---------- | ---------- | -------------- | ----- |
| 1984 | Автомобили | Mitsubishi | Джонстон Сайер | 3     |
| 1985 | Автомобили | Mitsubishi | Джонстон Сайер | 2     |

### Интервью
- Lunch with... Andrew Cowan Интервью с Эндрю Коуэном в журнале Motor Sport[англ.], №1, 2016